# Eurycheilichthys pantherinus
Eurycheilichthys pantherinus är en fiskart som först beskrevs av Roberto Esser dos Reis och Schaefer 1992.  Eurycheilichthys pantherinus ingår i släktet Eurycheilichthys och familjen Loricariidae. Inga underarter finns listade i Catalogue of Life.